# عدنان عبیدی
عدنان عبیدی عکاس، ساکن دهلی نو، هند است. وی به عنوان بخشی از تیم عکاسی رویترز، دو بار برنده جایزه پولیتزر شده‌است.

## حرفه
عدنان کار خود را به عنوان دستیار اتاق تاریک در سال ۱۹۹۷ آغاز کرد. وی در طول زندگی حرفه ای خود چندین وضعیت چالش‌برانگیز را به ثبت رسانده‌است، از جمله هواپیماربایی پرواز شماره ۸۱۴ ایندین ایرلاینز، توسط طالبان، زمین لرزه و سونامی ۲۰۰۴ اقیانوس هند، زلزله ۲۰۰۵ کشمیر، بحران سیاسی مالدیو ۲۰۱۱–۲۰۱۲، سیکلون Phailin در اوریسا، زمین لرزه ۲۰۱۵ نپال زمین لرزه و حمله ۲۰۱۶ داکا.
در سال ۲۰۱۷، عبیدی خبر اخراج اهالی روهینگیا را داد و او و همکارش دانش صدیقی اولین هندی‌هایی شدند که به عنوان بخشی از کارکنان عکاسی رویترز برنده جایزه پولیتزر برای عکاسی ویژه شدند. وی برای پوشش خبری خود از اعتراضات هنگ کنگ در سال‌های ۲۰۱۹–۲۰۲۰جایزه پولیتزر برای اخبار فوری را از آن خود کرد.